# Pose (sèrie de televisió)
Pose (estilitzat POSE) és una sèrie de televisió sobre l'escena LGBTQ+ afroamericana i llatina a la ciutat de Nova York dels anys vuitanta i principis dels anys noranta, i tracta temes com ara la pandèmia de la sida, l'acceptació de la diversitat i les experiències de les dones trans racialitzades.
Els personatges principals són ballarins i models que competeixen per obtenir trofeus i reconeixement en drag balls clandestins, i que es donen suport mútuament en una xarxa de famílies escollides.
Creada per Ryan Murphy, Brad Falchuk i Steven Canals, la sèrie es va estrenar el 3 de juny de 2018 a FX. La segona temporada començà l'11 de juny de 2019 i la tercera, l'última, s'estrenà el 2 de maig de 2021. És protagonitzada per un repartiment que inclou Mj Rodriguez, Dominique Jackson, Billy Porter, Indya Moore, Ryan Jamaal Swain, Charlayne Woodard, Hailie Sahar, Angelica Ross, Angel Bismark Curiel, Dyllón Burnside, Sandra Bernhardi, Evan Peters, Kate Mara i James Van Der Beek.
La primera temporada va rebre una bona resposta de la crítica i, posteriorment, va rebre nombroses nominacions, com ara al Globus d'Or a la millor sèrie de televisió - Drama i al Globus d'Or al millor actor - Drama de la sèrie de televisió per Billy Porter. El 2019, Porter va ser guardonat amb el Premi Emmy Primetime com a actor principal destacat en una sèrie dramàtica: el primer home negre obertament gai que va ser nominat i va guanyar en una categoria d’actuació principal dels Emmy. La sèrie va ser nominada a Sèrie dramàtica destacada en la mateixa cerimònia.
La primera temporada, a Espanya, es va estrenar el 4 de juny de 2018 a HBO España. A Llatinoamèrica es va estrenar el 5 d'octubre de 2018 a FOX premium i a FOX premium Series. Posteriorment, es va estrenar a totes dues regions a la plataforma digital Netflix.
La segona temporada va estrenar-se l'11 de juny de 2019. La tercera i última temporada es va estrenar el 2 de maig de 2021 i va finalitzar el 6 de juny del mateix any, amb un total de 26 episodis.

## Sinopsi
La primera temporada es desenvolupa entre els anys 1987 i 1988 i analitza la "juxtaposició de diferents moments de la vida i societat de Nova York". Posa el focus en el món del "ballroom", l'escena social i literària del Lower Manhattan, el sorgiment del moviment yuppie («young urban professional») i el VIH.
La segona temporada comença l'any 1990. Molts dels personatges ara són seropositius o conviuen amb la sida. Alguns d'ells s'han convertit en activistes per lluitar contra l'estigma que hi ha envers la sida, formen part del grup ACT UP (AIDS Coalition to Unleash Power). Assisteixen amb freqüència a esdeveniments per recaptar diners, a funerals i serveis commemoratius de molts dels seus amics i amants de la comunitat que han Estat afectats per la pandèmia del VIH/sida. El món del "ballroom" comença a generalitzar-se arran de les cançons d'artistes com Madonna (amb la cançó "Vogue"), Malcom Mclaren, ... Aquest fet ofereix als integrants de la comunitat noves oportunitats com a ballarins i/o professors de dansa. Altres membres de la comunitat, en aquests moments, treballen com a dominatrix o strippers.
La tercera temporada se centra més en la vida personal i familiar dels personatges. Ens mostra com el món ha tractat i tracta aquest grup de persones. Com el sistema prefereix veure la comunitat i els seus integrants morir abans que reconèixer els seus drets bàsics i fonamentals. Més enllà de mostrar-nos la pandèmia del VIH/sida, ens ensenya l'afectació i els traumes que aquesta pandèmia ha generat a les seves vides.

## Repartiment i personatges
| Actor/ Actriu        | Personatge                              | Temporada | Temporada | Temporada |
| Actor/ Actriu        | Personatge                              | 1         | 2         | 3         |
| -------------------- | --------------------------------------- | --------- | --------- | --------- |
| MJ Rodriguez         | Blanca Rodriguez-Evangelista            | Principal | Principal | Principal |
| Dominique Jackson    | Elektra Wintour                         | Principal | Principal | Principal |
| Billy Porter         | Pray Tell                               | Principal | Principal | Principal |
| Indya Moore          | Angel Evangelista                       | Principal | Principal | Principal |
| Haile Sahar          | Lulu Ferocity                           | Principal | Principal | Principal |
| Angel Bismark Curiel | Esteban "Lil Papi" Martinez-Evangelista | Principal | Principal | Principal |
| Dyllón Burnside      | Ricky Wintour                           | Principal | Principal | Principal |
| Ryan Jamaal Swain    | Damon Richards-Evangelista              | Principal | Principal | Convidat  |
| Angelica Ross        | Candy Johnson-Ferocity                  | Principal | Principal | Convidada |
| Charlayne Woodard    | Helena St. Rogers                       | Principal | Recurrent |           |
| Evan Peters          | Stan Bowes                              | Principal |           |           |
| Kate Mara            | Patty Bowes                             | Principal |           |           |
| James Van Der Beek   | Matt Bromley                            | Principal |           |           |
| Sandra Bernhard      | Judy Kubrak                             | Convidada | Principal | Principal |
| Jason A. Rodriguez   | Lemar Wintour                           | Recurrent | Recurrent | Principal |
| Jeremy Pope          | Christopher                             |           |           | Principal |

### Principals
- MJ Rodriguez com Blanca Rodriguez-Evangelista, una dona transsexual que conviu amb el VIH. Exmembre de la casa Abundance. Fundadora y mare de la nova casa Evangelista.
- Dominique Jackson com Elektra Wintour, mare de la casa Abundance. Viu un cert període amb les cases Evangelista i Ferocity, finalment, funda la casa Wintour.
- Billy Porter com Pray Tell, mestre de cerimònies dels "balls" de Nova York, dissenyador de moda i mentor dels membres de la comunitat, sobretot de la família Evangelista. Té una relació estable amb en Ricky Wintour.
- Indya Moore com Angel Evangelista, treballadora sexual trans que esdevé part de la casa Evangelista (després d'haver marxat de la casa Abundance). A la primera temporada manté una relació amb Stan Bowes.
- Haile Sahar com Lulu Ferocity, just a Candy Johnson-Ferocity funda la casa Ferocity.
- Angelica Ross com Candy Johnson-Ferocity, fundadora de la casa Felocity juntament amb la Lulu.
- Angel Bismark Curiel com Esteban "Lil Papi" Martinez-Evangelista, membre de la casa Evangelista. Manté una relació amorosa amb Angel Evangelista (a la tercera temporada).
- Ryan Jamaal Swain com Damon Richards-Evangelista, un ballarí talentós sense sostre que es converteix en el primer integrant de la casa Evangelista.
- Dyllón Burnside com Ricky Wintour, exparella de Damon Richards-Evangelista i exmembre de la casa Evangelista que s'uneix a la casa Wintour.
- Charlayne Woodard com Helena St. Rogers, professora de dansa a l'escola New School for Dance.
- Evan Peters com Stan Bowes, marit yuppie de la Patty Bowes que treballa a la Trump Tower. Es converteix en l'amant d'Angel Evangelista. (temporada 1)
- Kate Mara com Patty Bowes, muller de Stan Bowes. (temporada 1)
- James Van Der Beek com a Matt Bromley, cap de l'empresa on treballa l'Stan Bowes. (temporada 1)
- Sandra Bernhard com Judy Kubrak, infermera que treballa amb persones amb sida i és membre del grup activista ACT UP. (temporada 2—3; convidada: temporada 1)
- Jason A. Rodriguez com Lemar Wintour, exmembre de la casa Abundance, que s'uneix a la casa Wintour. (temporada 3; recurrent: temporada 1—2)
- Jeremy Pope com Christopher, parella de Blanca. (temporada 3)[3]

## Temporades
| Temporada | Episodis | Emissió original   | Emissió original     |
| Temporada | Episodis | Primera emissió    | Última emissió       |
| --------- | -------- | ------------------ | -------------------- |
| 1         | 8        | 3 de juny de 2018  | 22 de juliol de 2018 |
| 2         | 10       | 11 de juny de 2019 | 20 d'agost de 2019   |
| 3         | 8        | 2 de maig de 2021  | 6 de juny de 2021    |

## Episodis

### Temporada 1
| N.º en sèrie | N.º en temporada | Títol                  | Direcció              | Guió                                      | Data original d'emissió | Codi de producció | Audiencia (milions) |
| ------------ | ---------------- | ---------------------- | --------------------- | ----------------------------------------- | ----------------------- | ----------------- | ------------------- |
| 1            | 1                | «Pilot»                | Ryan Murphy           | Ryan Murphy, Brad Falchuk & Steven Canals | 3 de juny de 2018       | 1WBF01            | 0,688               |
| 2            | 2                | «Access»               | Ryan Murphy           | Ryan Murphy, Brad Falchuk & Steven Canals | 10 de juny de 2018      | 1WBF02            | 0,548               |
| 3            | 3                | «Giving and Receiving» | Nelson Cragg          | Janet Mock & Our Lady J                   | 17 de juny de 2018      | 1WBF03            | 0,561               |
| 4            | 4                | «The Fever»            | Gwyneth Horder-Payton | Janet Mock                                | 24 de juny de 2018      | 1WBF04            | 0,719               |
| 5            | 5                | «Mother's Day»         | Silas Howard          | Steven Canals                             | 1 de juliol de 2018     | 1WBF05            | 0,582               |
| 6            | 6                | «Love Is the Message»  | Janet Mock            | Ryan Murphy & Janet Mock                  | 8 de juliol de 2018     | 1WBF06            | 0,594               |
| 7            | 7                | «Pink Slip»            | Tina Mabry            | Steven Canals & Our Lady J                | 15 de juliol de 2018    | 1WBF07            | 0,689               |
| 8            | 8                | «Mother of the Year»   | Gwyneth Horder-Payton | Ryan Murphy, Brad Falchuk & Steven Canals | 22 de juliol de 2018    | 1WBF08            | 0,781               |

### Temporada 2
| N.º en sèrie | N.º en temporada | Títol                              | Direcció              | Guió                                      | Data original d'emissió | Codi de producció | Audiencia (milions) |
| ------------ | ---------------- | ---------------------------------- | --------------------- | ----------------------------------------- | ----------------------- | ----------------- | ------------------- |
| 9            | 1                | «Acting Up»                        | Gwyneth Horder-Payton | Ryan Murphy, Brad Falchuk & Steven Canals | 11 de juny de 2019      | 2WBF01            | 0,672               |
| 10           | 2                | «Worth It»                         | Gwyneth Horder-Payton | Janet Mock                                | 18 de juny de 2019      | 2WBF02            | 0,567               |
| 11           | 3                | «Butterfly/Cocoon»                 | Janet Mock            | Our Lady J                                | 25 de juny de 2019      | 2WBF03            | 0,589               |
| 12           | 4                | «Never Knew Love Like This Before» | Ryan Murphy           | Ryan Murphy & Janet Mock                  | 9 de juliol de 2019     | 2WBF04            | 0,580               |
| 13           | 5                | «What Would Candy Do?»             | Tina Mabry            | Steven Canals                             | 16 de juliol de 2019    | 2WBF05            | 0,497               |
| 14           | 6                | «Love's In Need Of Love Today»     | Tina Mabry            | Brad Falchuk & Our Lady J                 | 23 de juliol de 2019    | 2WBF06            | 0,505               |
| 15           | 7                | «Blow»                             | Jennie Livingston     | Janet Mock                                | 30 de juliol de 2019    | 2WBF07            | 0,405               |
| 16           | 8                | «Revelations»                      | Steven Canals         | Steven Canals                             | 6 d'agost de 2019       | 2WBF08            | 0,508               |
| 17           | 9                | «Life's a Beach»                   | Gwyneth Horder-Payton | Janet Mock & Our Lady J                   | 13 d'agost de 2019      | 2WBF09            | 0,547               |
| 18           | 10               | «In My Heels»                      | Janet Mock            | Ryan Murphy, Brad Falchuk & Steven Canals | 23 d'agost de 2019      | 2WBF010           | 0,536               |

### Temporada 3
| N.º en sèrie | N.º en temporada | Títol                                | Direcció      | Guió                                                              | Data original d'emissió | Codi de producció | Audiencia (milions) |
| ------------ | ---------------- | ------------------------------------ | ------------- | ----------------------------------------------------------------- | ----------------------- | ----------------- | ------------------- |
| 19           | 1                | «On the Run»                         | Janet Mock    | Steven Canals & Janet Mock                                        | 2 de maig de 2021       | 3WBF01            | 0,498               |
| 20           | 2                | «Intervention»                       | Steven Canals | Steven Canals & Our Lady J                                        | 2 de maig de 2021       | 3WBF02            | 0,370               |
| 21           | 3                | «The Trunk»                          | Tina Mabry    | Janet Mock & Brad Falchuk                                         | 9 de mayo de 2021       | 3WBF03            | 0,394               |
| 22           | 4                | «Take Me to Church»                  | Janet Mock    | Janet Mock, Steven Canals & Brad Falchuk                          | 16 de mayo de 2021      | 3WBF04            | 0,404               |
| 23           | 5                | «Something Borrowed, Something Blue» | Steven Canals | Brad Falchuk & Steven Canals                                      | 23 de mayo de 2021      | 3WBF05            | 0,360               |
| 24           | 6                | «Something Old, Something New»       | Janet Mock    | Janet Mock                                                        | 30 de mayo de 2021      | 3WBF06            | 0,430               |
| 25           | 7                | «Series Finale»                      | Steven Canals | Ryan Murphy, Brad Falchuk, Steven Canals, Janet Mock & Our Lady J | 6 de juny de 2021       | 3WBF07            | 0,530               |
| 26           | 8                | «Series Finale»                      | Steven Canals | Ryan Murphy, Brad Falchuk, Steven Canals, Janet Mock & Our Lady J | 6 de juny de 2021       | 3WBF08            | 0,485               |

## Recepció de la crítica

### Primera temporada
- Rotten Tomatoes: 96% (82 valoracions)[4]
- Metacritic: 75/100 (27 valoracions)[5]

### Segona temporada
- Rotten Tomatoes: 98% (40 valoracions)[6]
- Metacritic: 79/100 (14 valoracions)[7]

### Tercera temporada
- Rotten Tomatoes: 100% (29 valoracions)[8]
- Metacritic: 76/100 (11 valoracions)[9]